# Liste de châteaux belges par période

## Moyen Âge

### IXesiècle-Xesiècle
- Château de Florennes
- Château de Rumbeke

### XIesiècle
- Château de Chimay
- Ancien Palais du Coudenberg
- Château des Princes de Croÿ
- Château comtal de Rochefort
- Château de Trazegnies
- Château de Wynendaele

### XIIesiècle
- Château d'Antoing
- Château de Beersel
- Château de Bouchout
- Château de Crèvecœur
- Château de Fagnolle
- Château de Grand-Bigard
- Gravensteen
- Château de Laarne
- Château Le Chatelet
- Château Malaise
- Château de Mielmont
- Château de Mirwart
- Château d'Ooidonk
- Château d'Ottignies
- Château de Thy-le-Château
- Château Vogelsanck
- Château de Walhain

### XIIIesiècle
- Commanderie d'Alden Biesen
- Château de Corroy-le-Château
- Château de Crupet
- Château d'Écaussinnes-Lalaing
- Château de Fallais
- Château du Fosteau
- Château de Gaasbeek
- Château de Genoels-Elderen
- Château de Hauteroche
- Château d'Havré
- Château de Horst
- Château Jemeppe
- Château de Leeuwergem
- Donjon de Limont
- Château-ferme de Moriensart
- Château de Poilvache
- Château-ferme de Rampemont
- Château de Rivieren
- Château-ferme de Roly
- Château de la Royère
- Château de Sombreffe
- Château de Spontin
- Steen
- Château de Val Duchesse
- Château de Wissekerke

### XIVesiècle
- Château d'Aspremont-Lynden
- Château-ferme de Falnuée
- Château de Meylandt
- Château de Montaigle
- Château de Lesve
- Château de Linsmeau
- Château-ferme de Samart
- Château de Trois Fontaines

### XVesiècle
- Château d'Arenberg
- Château d'Autelbas
- Château de Bitremont
- Château-ferme de Fernelmont
- Château de Fontaine
- Château de Lavaux-Sainte-Anne
- Château de Mouffrin
- Château de Vonêche

## Époque moderne

### XVIesiècle
- Château d'Acoz
- Château d'Anvaing
- Château de Boussu
- Château de Bousval
- Palais d'Egmont
- Château d'Enhaive
- Château Marnix de Sainte-Aldegonde
- Château de Pesche
- Château de Quirini
- Château de Resteigne
- Château de Ronchinne
- Château de Senzeille
- Château de Solre-sur-Sambre
- Château de Vierves-sur-Viroin
- Château de Waha

### XVIIesiècle
- Château d'Ave
- Château Bayard
- Château de Bonneville
- Château-ferme de Corroy-le-Grand
- Château-ferme de Courrière
- Château-ferme de Falaën
- Château de Farciennes
- Château de Fontaine
- Château de Fooz
- Château de Franc-Waret
- Château de Gesves
- Château de Grandvoir
- Château de Halloy
- Château de Haltinne
- Château de Harlue
- Château de Hasselbrouck
- Château d'Hassonville
- Château de Haversin
- Château de Jannée
- Château de Maizeret
- Château de Morialmé
- Château de Petit-Leez
- Château de Porcheresse
- Château de Revogne
- Château de Sart-Eustache
- Château de Seron
- Château de Stalle
- Château-ferme de Sterpenich
- Château de Tarcienne
- Château de Trazegnies
- Château de Walzin
- Château de Warfusée

### XVIIIesiècle
- Château d'Annevoie
- Château d'Attre
- Château de Baronville
- Château de Baudries
- Château du Belvédère
- Château de Bever
- Château de Bierbais
- Château de Blocqmont
- Château de Bois-Seigneur-Isaac
- Château de Deulin
- Château d'Espierres
- Château de Flawinne
- Château de Fonteneau
- Château de Freÿr
- Château de Gaiffier
- Château des Goblet d'Alviella
- Château de Hanzinelle
- Château de Heks
- Château de Jennevaux
- Château de Laeken
- Château de Lamalle
- Château de Limont
- Château Malou
- Château de Massogne
- Château d'Onthaine
- Château d'Ostin
- Château de Poucques
- Château de Ravenstein
- Château de Scry
- Château de Seneffe
- Château de Spy
- Château du Stuyvenberg
- Château-ferme de Tellin
- Château de Waleffe Saint-Pierre
- Château de Wannegem-Lede

### XIXesiècle
- Château d'Aertrycke
- Château d'Argenteuil
- Château de Bormenville
- Palais royal de Bruxelles
- Château Calmeyn
- Château de Chérimont
- Château de Ciergnon
- Château de Faulx-les-Tombes
- Château de la Berlière
- Château de La Fougeraie
- Château de La Hulpe
- Château de Laclaireau
- Château de Leignon
- Château de Loppem
- Château de l'Hermite
- Château de Marchovelette
- Château de Moulbaix
- Château de Namur
- Château de Noisy
- Château de Pélichy
- Château de Petite-Somme
- Château de Prelle
- Château de Presles
- Château de Ringen
- Château de Sorinnes
- Château Valduc
- Château de Vieusart-Corroy-le-Grand

### XXesiècle
- Château de Dave
- Château Fond'Roy
- Château de Froidcourt
- Château Le Fy
- Château d'Isschot
- Château de Skeuvre
- Château Sainte-Anne
- Château de la Solitude